# Giornata della consapevolezza intersessuale
La giornata della consapevolezza intersessuale è una ricorrenza internazionale per evidenziare la questione dei diritti umani in relazione alla visibilità delle persone intersessuali.

## Storia
L'evento nasce dalla prima manifestazione pubblica organizzata da persone intersessuali in Nord America il 26 ottobre 1996 a Boston durante la conferenza dell'American Academy of Pediatrics. Alcuni attivisti intersessuali della Intersex Society of North America, tra cui Morgan Holmes e Max Beck, manifestarono attraverso lo slogan "Ermafroditi con attitudine".
La giornata della consapevolezza viene poi istituita a partire dal 2003 con ricorrenza internazionale fissata al 26 ottobre.